# 1977 في إسرائيل
فيما يلي قوائم الأحداث التي وقعت خلال عام 1977 في إسرائيل.

## سياسة

### تعيين في المنصب
- 1 يناير – إسحاق شامير قائمة رؤساء الكنيست.
- 22 يناير – أمل نصر الدين عضو الكنيست [الإنجليزية]‏.
- 8 مارس – سيف الدين الزعبي عضو الكنيست [الإنجليزية]‏،عضو الكنيست [الإنجليزية]‏.
- 13 يونيو – أبا إيبان عضو الكنيست [الإنجليزية]‏.
- 13 يونيو – أرئيل شارون عضو الكنيست [الإنجليزية]‏،وزير الزراعة والتنمية  [لغات أخرى]‏.
- 13 يونيو – أمنون روبنشتاين عضو الكنيست [الإنجليزية]‏.
- 13 يونيو – أهارون أبوهاتزيرا عضو الكنيست [الإنجليزية]‏.
- 13 يونيو – إسحاق برمان عضو الكنيست [الإنجليزية]‏.
- 13 يونيو – إسحاق رابين عضو الكنيست [الإنجليزية]‏.
- 13 يونيو – إيغال آلون عضو الكنيست [الإنجليزية]‏.
- 13 يونيو – إيهود أولمرت عضو الكنيست [الإنجليزية]‏.
- 13 يونيو – حاييم بارليف عضو الكنيست [الإنجليزية]‏.
- 13 يونيو – حاييم يوسف صادوق عضو الكنيست [الإنجليزية]‏.
- 13 يونيو – روني ميلو عضو الكنيست [الإنجليزية]‏.
- 13 يونيو – زيدان عطشي عضو الكنيست [الإنجليزية]‏.
- 13 يونيو – ستيف فيرتهايمر عضو الكنيست [الإنجليزية]‏.
- 13 يونيو – شموئيل طوليدانو عضو الكنيست [الإنجليزية]‏.
- 13 يونيو – شولاميت ألوني عضو الكنيست [الإنجليزية]‏.
- 13 يونيو – عساف ياجوري عضو الكنيست [الإنجليزية]‏.
- 13 يونيو – عيزر فايتسمان عضو الكنيست [الإنجليزية]‏،وزير الدفاع  [لغات أخرى]‏.
- 13 يونيو – مائير عاميت عضو الكنيست [الإنجليزية]‏،وزير الاتصالات  [لغات أخرى]‏.
- 13 يونيو – مناحم بيجن عضو الكنيست [الإنجليزية]‏،وزير الاتصالات  [لغات أخرى]‏،رئيس وزراء إسرائيل.
- 13 يونيو – مناحيم سفيدور عضو الكنيست [الإنجليزية]‏.
- 13 يونيو – موشيه آرنز عضو الكنيست [الإنجليزية]‏.
- 13 يونيو – موشيه كتساف عضو الكنيست [الإنجليزية]‏.
- 13 يونيو – يغائيل يادين عضو الكنيست [الإنجليزية]‏،نائب رئيس الوزراء ‏.
- 13 يونيو – يوسف بورغ عضو الكنيست [الإنجليزية]‏.
- 20 يونيو – إسحاق موداعي وزير الطاقة  [لغات أخرى]‏.
- 20 يونيو – موشيه دايان وزير الخارجية  [لغات أخرى]‏.

### انتهاء فترة المنصب
- 8 مارس – سيف الدين الزعبي عضو الكنيست [الإنجليزية]‏،عضو الكنيست [الإنجليزية]‏.
- 22 أبريل – إسحاق رابين رئيس وزراء إسرائيل،عضو الكنيست [الإنجليزية]‏.
- 13 يونيو – أبا إيبان عضو الكنيست [الإنجليزية]‏.
- 13 يونيو – أهارون أبوهاتزيرا عضو الكنيست [الإنجليزية]‏.
- 13 يونيو – استير هرليتز عضو الكنيست [الإنجليزية]‏.
- 13 يونيو – اسحق رافائيل عضو الكنيست [الإنجليزية]‏.
- 13 يونيو – إسرائيل يشايهو شرعبي عضو الكنيست [الإنجليزية]‏.
- 13 يونيو – إيغال آلون عضو الكنيست [الإنجليزية]‏.
- 13 يونيو – إيهود أولمرت عضو الكنيست [الإنجليزية]‏.
- 13 يونيو – حاييم لاندو عضو الكنيست [الإنجليزية]‏.
- 13 يونيو – حاييم يوسف صادوق عضو الكنيست [الإنجليزية]‏.
- 13 يونيو – حماد أبو ربيعة عضو الكنيست [الإنجليزية]‏.
- 13 يونيو – شولاميت ألوني عضو الكنيست [الإنجليزية]‏.
- 13 يونيو – مناحم بيجن عضو الكنيست [الإنجليزية]‏،وزير الاتصالات  [لغات أخرى]‏.
- 13 يونيو – موشيه آرنز عضو الكنيست [الإنجليزية]‏.
- 13 يونيو – يوسف بورغ عضو الكنيست [الإنجليزية]‏.
- 20 يونيو – شمعون بيريز وزير الدفاع  [لغات أخرى]‏.

## مواليد

### مارس
- 1 مارس – صالح بكري ممثل فلسطيني.

### مايو
- 30 مايو – عوديد فورير سياسي إسرائيلي.

### يوليو
- 12 يوليو – يونيت ليفي

### أكتوبر
- 9 أكتوبر – كارين الحرار سياسية إسرائيلية.
- 10 أكتوبر – علي سليمان
- 17 أكتوبر – دودو أوات لاعب كرة قدم إسرائيلي.
- 25 أكتوبر – يهوناتان جاترو مغني إسرائيلي.

### ديسمبر
- 7 ديسمبر – مراد عليان لاعب كرة قدم فلسطيني.
- 21 ديسمبر – راشيل أزاريا سياسية إسرائيلية.
- 27 ديسمبر – بيكي غريفين

## وفيات

### يناير
- 1 يناير – تقي الدين النبهاني (مواليد 1909)